# Philipp Antholzer
Philipp Antholzer (* 3. Oktober 1987 in Bozen) ist ein ehemaliger italienischer Naturbahnrodler. Er gewann ein Rennen im Interkontinentalcup und startete zweimal im Weltcup.

## Karriere
Antholzer erzielte zu Beginn der Saison 2005/2006 seinen ersten Podestplatz im Interkontinentalcup. Anschließend bestritt er am 22. Januar 2006 in Olang sein einziges Weltcuprennen im Einsitzer, das er an guter fünfter Stelle beendete. Vier Wochen später nahm er an der Juniorenweltmeisterschaft 2006 in Garmisch-Partenkirchen teil, wo er Sechster im Einsitzer wurde. Im nächsten Winter erreichte Antholzer mit einem Sieg beim Saisonauftakt in Moos in Passeier den zweiten Gesamtrang im Interkontinentalcup. Bei der Junioreneuropameisterschaft 2007 in St. Sebastian wurde er Zehnter.
In der Saison 2007/2008 startete Antholzer nicht nur im Einsitzer, sondern zusammen mit Rudi Resch auch im Doppelsitzer. Gemeinsam nahmen sie an zwei Rennen im Interkontinentalcup (bestes Ergebnis war der sechste Platz in Latzfons) und an einem Weltcuprennen (achter Platz in Moos in Passeier) teil. Zudem erreichten sie den zweiten Platz bei den Italienischen Meisterschaften 2008. Im Einsitzer erzielte Antholzer in diesem Winter einen Podestplatz im Interkontinentalcup. In der Saison 2008/2009 kam er mit zwei zweiten Plätzen auf Rang vier in der IC-Cup-Gesamtwertung. Danach nahm Antholzer an keinen internationalen Rennen mehr teil.

## Sportliche Erfolge

### Juniorenweltmeisterschaften
- Garmisch-Partenkirchen 2006: 6. Einsitzer

### Junioreneuropameisterschaften
- St. Sebastian 2007: 10. Einsitzer

### Weltcup
- 2 Platzierungen unter den besten zehn

### Italienische Meisterschaften
- Italienischer Vizemeister im Doppelsitzer 2008